# Torre de guaita (Sant Martí de Llémena)
La Torre de guaita és una obra de Sant Martí de Llémena (Gironès) declarada bé cultural d'interès nacional.

## Descripció
Tradicionalment, a través d'un inventari de l'any 1949 s'ha identificat aquesta construcció com una torre de planta quadrangular i de deu metres d'alçada situada al costat de l'església de Sant Martí. És obrada de maçoneria, amb cadenes cantoneres de pedra picada. Disposa de finestres de llinda plana al segon pis orientades als quatre punts cardinals. La resta de la torre és cega, sense cap obertura. La part superior (teulada i finestres) són de construcció més moderna, igual que la font i la imatge de Sant Martí que hi ha a la part baixa. No es conserva cap element defensiu.
Mercès a un plànol identificat a la cartoteca digital de l’Institut Cartogràfic i Geològic de Catalunya datat el segle XVIII, s'indica aquesta torre en l’angle sud-est del cementiri com el ‘Comunidor de la Obra’, i en cap cas es tractaria d’una torre de guaita medieval. Aquesta torre comunidor de prop de deu metres d’alçada i feta amb pedres poc treballades té a la seva part superior quatre obertures amb llinda i brancals de pedra obertes en cadascun dels punts cardinals. L’accés a l’interior es realitza a través d’una porta de llinda monolítica de pedra calcària des del cementiri. En origen, tenia dos nivells i coberta a dues vessants, mentre que el seu carener és rematat amb cues de gall per foragitar-ne les malures. Sota la coberta de bigues de fusta hi descobrim rajoles pintades de blanc amb formes de rombe, una figura punxeguda que, com les dents de llop, tenia la funció d’escombrar els mals esperits. Més recentment es va ubicar a la part inferior una imatge de Sant Martí feta per l’escultor Josep Bosch i Puy, en Piculives. Per acabar, indicar que l’actual Ajuntament apareix antigament indicat com la Casa Martí o Hostal en el camí carreter a les Planes d’Hostoles.
Per comunir es recitaven lletanies i salms dedicades a tots els sants, repetint la invocació "A fulgure et tempestate", i s’acabava el ritu amb una aspersió amb aigua beneïda. Al llarg dels segles XVII i XVIII és quan es començarien a construir els primers comunidors integrats en el temple en forma de campanar amb quatre obertures orientades als punts cardinals. El comunidor majoritari que identifiquem a la vall de Llémena és del tipus torre comunidor de planta quadrada aixecat davant la portalada del
temple, com ara a Canet d'Adri, Llorà o Sant Martí de Llémena davant del cementiri.